# Castelo de Théron
O Château de Théron é um castelo em ruínas na comuna de Prayssac, no departamento de Lot, na França.
O castelo foi construído numa planta muito irregular devido à rocha sobre a qual se assenta e com a qual os seus contornos percorrem. Existem cinco cantos principais, quatro dos quais foram reforçados por torres construídas no século XV. A parte mais antiga do castelo, a torre de menagem, data do final do século XIII.
O Château de Théron é propriedade privada. Está classificado desde 1973 como um monumento histórico pelo Ministério da Cultura da França.